# Діллан Лорен
Діллан Лорен (англ. Dillan Lauren, нар. 11 серпня 1982 року) — американська порноакторка.

## Життєпис
Має іспанське та італійське походження. Була чирлідиркою у середній школі. 
У 15 років втекла з дому і не бачила батьків більше 5 років. Пізніше почала заробляти на життя, танцюючи в стрип-клубах в Лас-Вегасі. Вперше почала виступати у відвертих хардкорних фільмах в 2003 році. Покинула порноіндустрію в 2006 році.
Брала участь у бійці з Ейв Вінсент в епізоді «Cousin Stevie's Pussy Party» серіалу Family Business на каналі Showtime.
За даними на 2020 рік, Діллан Лорен знялася в 194 порнофільмах.

## Премії і номінації
- 2006 AVN Awards в категорії «Краща сцена групового сексу — фільм» — Dark Side (з Алісією Алігатті, Penny Flame, Хілларі Скотт, Ренді Спірс і Джоном Вестом)[7]
- 2006 номінація на AVN Awards в категорії «Краща сцена анального сексу — відео» за фільм Raw Desire.
- 2006 номінація на AVN Awards в категорії «найжорсткіша сцена сексу» за фільм Vault of Whores (разом з Катею Кассін, Talon).
- 2006 номінація на AVN Awards в категорії «Виконавиця року».
- 2008 номінація на AVN Awards в категорії «Краща сцена орального сексу — фільм» за фільм Flasher

## Фільмографія
Деякі роботи: Ass Factor 3, Absolute Ass, Anal Addicts 20, Backsiders - The 3rd Input, Blow Me Sandwich 7, Deep In Style, Girlvana, Hellfire Sex 4, Oral Antics 2, Penetration Nation, Pussy Party 12: Anal Mimosas, Too Hot for Anal.